# Nīgrandes pagasts
Nīgrandes pagasts er en territorial enhed i Saldus novads i Letland. Pagasten havde 1.683 indbyggere i 2010 og omfatter et areal på 97,42 kvadratkilometer. Hovedbyen i pagasten er Nīgrande.